# Olga Bianchi
Pour les articles homonymes, voir Bianchi.
Olga Bianchi Droguett, née le 11 décembre 1924 à Salta en Argentine, morte le 30 août 2015 au Costa Rica, est une réalisatrice chilienne d'origine argentine, féministe, pacifiste et militante des droits des femmes. 
Opposante à Augusto Pinochet, elle s'échappe en 1975 du Chili pour s'installer au Costa Rica. Pacifiste, elle rejoint au début des années 1980 la Liga Internacional de las Mujeres Pro Paz y Libertad (LIMPAL), la branche latino-américaine de la Ligue internationale des femmes pour la paix et la liberté (WILPF), dont elle devient vice-présidente en 1986 et 1989.
Elle devient aussi la représentante permanente de la LIMPAL auprès des Nations Unies à Genève. Olga Bianchi est également membre du conseil d'administration d'Amnesty International au Costa Rica et membre fondatrice de l'organisation de défense des droits de l'homme CODEHU, la représentation du Costa Rica auprès de la Commission des droits de l'homme des Nations Unies.

## Biographie

### Jeunesse, famille
Olga Bianchi naît le 11 décembre 1924 à Salta, en Argentine. Elle est la fille de Guillermo Bianchi, consul du Chili à Salta, et de son épouse argentine Filomena Droguett Córdova. En 1946, Olga Bianchi épouse l'homme politique Raúl Fernández Longe (es) ; ils ont deux enfants, mais divorcent en 1949, avec les enfants à la garde du père.

### Débuts professionnels
Après son divorce, Olga Bianchi suit des cours au Centro sperimentale di cinematografia (Centre expérimental du cinéma) à Rome, en Italie. Revenue au Chili, elle devient militante communiste et épouse le professeur d'université Gastón Carrillo, également communiste. Ils ont deux filles, dont l'une meurt à l'âge de cinq ans, et deux fils. À partir de 1964, elle travaille au département des relations internationales de l'université du Chili à Valparaiso.

### Opposante à la dictature, pacifiste, responsabilités associatives
Olga Bianchi est connue pour sa résistance et son opposition à Augusto Pinochet qui a pris le pouvoir en 1973. En 1975, confrontée à la détention politique pour avoir distribué des films sur les droits de l'homme et la démocratie, elle est obligée de quitter le Chili et s'installe au Costa Rica avec ses jeunes enfants. Elle y rejoint le département cinéma du ministère de la Culture du Costa Rica tout en travaillant également comme traductrice et enseignante.
De plus en plus déterminée à soutenir le pacifisme, Olga Bianchi rejoint en 1983 le Centro de Amigos para la Paz (CAP - Centre des amis pour la paix), un centre de paix à San José nouvellement créé par les quakers,. Elle devient ensuite membre de la Liga Internacional Por Paz y Libertad (Ligue internationale pour la paix et la liberté - LIMPAL), établie au Costa Rica en tant que branche latino-américaine de la WILPF, comme vice-présidente internationale de cet organisme en 1986 et 1989.
Elle est aussi la représentante permanente de la LIMPAL auprès des Nations unies à Genève. Elle est également membre du conseil d'administration d'Amnesty International au Costa Rica et membre fondatrice de l'organisation de défense des droits humains CODEHU, la représentation du Costa Rica auprès de la Commission des droits de l'homme des Nations unies.

### Décès
Olga Bianchi meurt au Costa Rica le 30 août 2015,.